# Byrd Antarctic Expedition Medal
La Byrd Antarctic Expedition Medal (médaille de l'expédition antarctique Byrd) est une médaille du Congrès des États-Unis créée par un acte du Congrès en 1930 pour commémorer l'expédition antarctique Byrd de 1928-1930.
Présentées en or, en argent et en bronze, les médailles ont été décernées à 81 personnes associées à l'expédition, pour un coût total de 6 560 dollars.

## Apparence
La médaille, de forme circulaire, est en or, en argent ou en bronze. L'avers représente l'amiral Byrd en relief, vêtu d'une fourrure arctique. Autour de la représentation se trouve la mention en relief : BYRD ANTARCTIC EXPEDITION 1928-1930. Le revers porte un relief représentant le voilier City of New York entouré du texte PRESENTED TO THE OFFICERS AND MEN OF THE BYRD ANTARCTIC EXPEDITION TO EXPRESS THE HIGH ADMIRATION IN WHICH THE CONGRESS AND THE AMERICAN PEOPLE HOLD THE HEROIC AND UNDAUNTED SERVICES IN CONNECTION WITH THE SCIENTIFIC INVESTIGATION EXPLORATION OF THE ANTARCTIC CONTINENT (Présentée aux officiers et aux hommes de l'expédition antarctique Byrd pour exprimer la haute admiration du Congrès et du peuple américain pour leurs services héroïques et inattendus dans le cadre de l'exploration scientifique du continent antarctique). La médaille est portée par un ruban de soie blanche avec une bande centrale bleu clair.
Sur les 81 hommes qui ont reçu la médaille, 65 ont reçu des médailles d'or, 7 des médailles d'argent et 9 des médailles de bronze.
Après l'expédition antarctique de Byrd de 1934 à 1935, la Second Byrd Antarctic Expedition Medal (seconde médaille de l'expédition antarctique de Byrd) a été décernée aux participants de l'expédition.

## Récipiendaires notables
- Note - les grades militaires indiqués sont les plus élevés que les individus ont atteints au cours de leur carrière et non ceux qu'ils détenaient au moment de l'expédition.

- Rear Admiral Richard E. Byrd, USN - commandant de l'expédition
- Colonel Bernt Balchen, USAF - chef pilote
- Lieutenant Colonel Kennard F. Bubier, USMC - mécanicien
- Commander Jack Bursey, USCG - marin et conducteur de traîneau à chiens
- Chief Warrant Officer Victor H. Czegka, USMC - machiniste et deux fois récipiendaire de la Navy Cross
- Frank T. Davies - Physicien canadien
- Dr. Lawrence Gould - géologue et commandant en second
- Lieutenant Harold June, USN - pilote et opérateur radio
- Colonel Ashley Chadbourne McKinley, USAF - photographe et géomètre aérien
- Paul Siple, Ph.D. - un Boy Scout de 20 ans à l'époque de l'expédition
- George W. Tennant - cuisinier

## Source
- (en) Cet article est partiellement ou en totalité issu de l’article de Wikipédia en anglais intitulé « Byrd Antarctic Expedition Medal » (voir la liste des auteurs).